# Škufca
Škufca je priimek več znanih Slovencev:
- Andrej Škufca (*1973), športni plesalec
- Andrej Škufca, novodobni? umetnik, kipar?
- Andreja Cirila Škufca Smrdel, klinična psihologinja
- Angelca Škufca (1932—2020), kmetica, ljudska pisateljica
- Danijel Škufca - Day, gledališčnik (režiser, dramatik)
- Franc Škufca (*1960), župan Občine Žužemberk
- Frank Škufca, ameriški glasbenik slov. rodu (sodelavec Frankie Jankoviča)
- Jože Škufca (1934—2012), novomeški publicist, urednik, kulturnik
- Ludvik Škufca (1851—1914), duhovnik in nabožni pisec
- Saša Škufca (1922—1964), novinar in mladinski pisatelj